# Enzo Tomasini
Enzo Tomasini (Villiers-Saint-Frédéric, 13 luglio 2001) è un attore francese.

## Filmografia

### Cinema

#### Cortometraggi
- Comment amour vient aux femmes, regia di Yoann de Montgrand (2009)
- L'autre côté, regia collettiva (2011)
- De toute façon les pères n'ont jamais la garde des enfants, regia di Brice Martinat (2011)
- La lettre, regia di François Audoin (2012)
- Impuissant, regia di Karine Lima (2014)
- Madres Libres, regia di Auriane Lacince e Viktoria Videnina (2016)
- Dans les Yeux (lutte contre l'homophobie), regia di Lucas Dubessy e Théodore Tomasz (2019)

#### Lungometraggi
- Neuilly sa mère!, regia di Gabriel Julien-Laferrière (2009) - non accreditato
- Babysitting, regia di Nicolas Benamou e Philippe Lacheau (2014)
- Qui c'est les plus forts?, regia di Charlotte de Turckheim (2015)

### Televisione
- Les Mauvais jours, regia di Pascale Bailly – film TV (2011)
- Les Edelweiss – serie TV, episodi 1x2-1x3 (2011)
- Doc Martin – serie TV, episodi 3x1-3x2-3x4 (2013)
- Camping paradis – serie TV, episodi 4x6 (2013)
- L'homme de la situation – serie TV, episodi 1x1-1x2 (2011-2013)
- Les tourtereaux divorcent, regia di Vincenzo Marano - film TV (2014)